# Abejorral
Abejorral è un comune della Colombia facente parte del dipartimento di Antioquia.
Il centro abitato venne fondato da José Antonio Villegas nel 1805, anche se alcuni studiosi indicano come anno di fondazione il 1811. La parrocchia locale venne istituita nel 1812, mentre l'istituzione del comune è del 1815, con il nome "Mesenia", presto cambiato in quello attuale.